# Friedrich August von Lawrence
Friedrich August von Lawrence (* 12. Juli 1761 in Dresden; † 10. November 1810 in Hamburg) war ein deutscher Offizier und Kartograf.

## Leben und militärische Laufbahn
Friedrich August von Lawrence diente acht Jahre in der Sächsischen Armee. Dabei bekleidete er die Dienstränge des Korporals und Sergeants. 1785 ging er nach Hamburg, wo er als Unteroffizier in der Hamburger Garnison begann. 1787 wurde er zum Unterlieutenant ernannt, 1795 zum Oberlieutenant. 1803 erhielt er den Titel eines Stabscapitains. Den höchsten Dienstgrad erlangte er 1808, als er zum Capitain ernannt wurde.

## Wirken als Kartograf
Während der militärischen Laufbahn erarbeitete von Lawrence Landkarten. 1789 zeichnete er den Grundriss der Kayserl. Freien Reichs- und Handels-Stadt Hamburg nebst dem auf Königl. Dänischen Gebiet daran liegenden Altona. Thomas Albrecht Pingeling erstellte hierzu 1791 einen Kupferstich. Heinrich Stück, der später als Obergeometer in Hamburg arbeitete, bezeichnete diese Karte als den besten Grundriss, der bis zu dieser Zeit je erstellt worden war. Das Werk zeigt die Hamburger Alt- und Neustadt. Aufgeführt sind nicht nur die Straßen, sondern auch detailliert Gänge, Twieten und Hinterhöfe. Etwa zur selben Zeit erstellte Johann Friedrich Ludwig Maier einen Kupferstich, der Teile von Altona und eine Seitenansicht Hamburgs zeigt. Dieses Werk mit dem Titel Prospect trägt unten mittig ein Wappen von Lawrence’, der höchstwahrscheinlich die Vorlage erstellt hatte.
Zwischen 1789 und 1797 zeichnete von Lawrence zahlreiche kolorierte Karten, die Teile Hamburgs zeigen. Sie basierten häufig auf Vermessungsarbeiten von Johann Theodor Reinke. Dazu gehört eine 1789/90 angefertigte Karte, die Volksdorf, Farmsen, Wohldorf-Ohlstedt und Großhansdorf-Schmalenbeck im Zustand vor der Verkoppelung darstellt. 1792 übernahm von Lawrence Aufmessung und Kartierung von Hoisbüttel, das seinerzeit halb zu Hamburg gehörte. 1790 kartierte von Lawrence Winterhude und Waltershof, 1791 Fuhlsbüttel, Ohlsdorf Klein Borstel und Groß Borstel sowie die Alster zwischen der Wellingsbüttler Schleuse und der Fuhlsbüttler Schleuse und die Insel Neuwerk. 1792 zeichnete der Kartograf Eppendorf und Harvestehude, zwei Jahre später Bilsen. Von 1795 bis 1797 kartierte er die Bille, Billwerder und den Billwerder Ausschlag und 1796 Barmbek. Bekannt sind auch Karten, die die Kleine Veddel und Müggenburg umfassen. 1803 übernahm von Lawrence Vermessungsarbeiten am Landsitz von Christian Matthias Schröder, der in Eimsbüttel lag.
Während der Hamburger Franzosenzeit sollte von Lawrence 1809 eine topografische Gesamtkarte Hamburgs und der angrenzenden Gebiete erstellen. Bei seinem Tod am 10. November 1810 hatte er die Arbeiten nicht vollendet. Paridom Gottlob Heinrich führte dieses Werk weiter.